# فولفغانغ مارتيني
فولفغانغ مارتيني (بالألمانية: Wolfgang Martini)‏ هو عسكري ألماني، ولد في 20 سبتمبر 1891 في ليشنو في بولندا، وتوفي في 6 يناير 1963 في شفتلارن في ألمانيا.